# Чумак Юрій Васильович
Ю́рій Васи́льович Чума́к (нар. 2 серпня 1937, м. Лозова, Харківська область) — український живописець-монументаліст.

## Життєпис
Юрій Чумак народився 2 серпня 1937 року в місті Лозовій на Харківщині.
Закінчив Львівське ПТУ № 1 (1955), художньо-графічний факультет Одеського педагогічного інституту ім. К. Д. Ушинського (1978, викладачі з фаху — Ю. Єгоров, П. Глучевський). Працював художником-оформлювачем у м. Тернополі.
Творить у галузях станкового та монументального живопису, проєктування й оформлення інтер'єрів, рисунка.
Від 1971 — учасник виставок у Львові, Києві, Тернополі, москві. Персональні виставки у місті Тернополі (2004, 2005, 2007, 2011, 2022), Вишнівці, Збаражі (2009). Понад 80 робіт, подарованих живописцем, зберігаються у фондах Тернопільського обласного художнього музею; у приватних колекція та в музеях Бразилії, Америки, Канади, Німеччини, Японії.